# Melitta changmuensis
Melitta changmuensis is een vliesvleugelig insect uit de familie Melittidae. De wetenschappelijke naam van de soort is voor het eerst geldig gepubliceerd in 1988 door Wu.